# کندال (فلوریدا)
کندال (به انگلیسی: Kendall) یک منطقهٔ مسکونی در ایالات متحده آمریکا است که در شهرستان میامی-دید، فلوریدا واقع شده‌است. کندال ۷۵٬۳۷۱ نفر جمعیت دارد و ۳٫۹۶ متر بالاتر از سطح دریا واقع شده‌است.